# Schweineschwanz

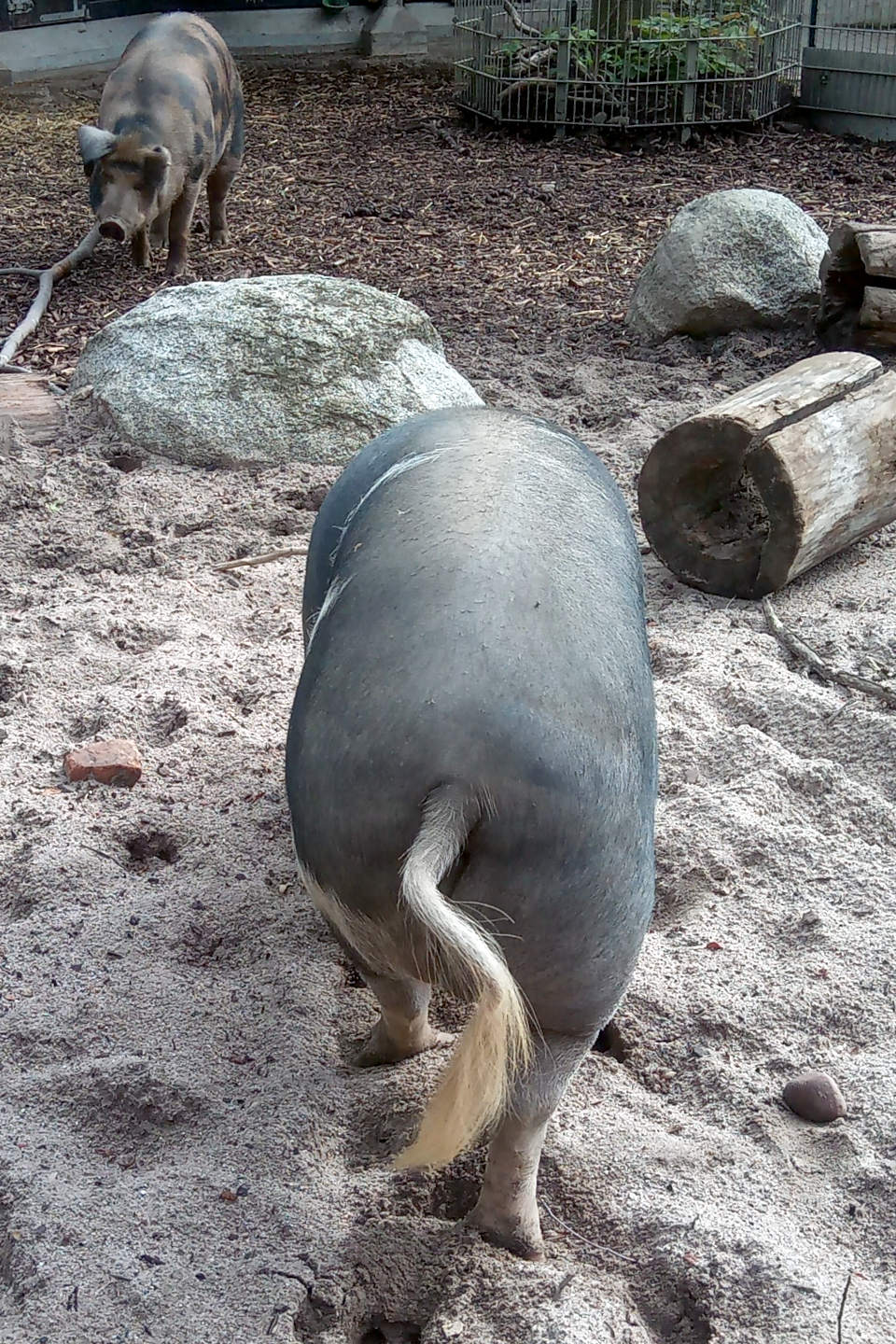
Schwanz eines lebenden Hausschweins (Linderöd-Schwein)

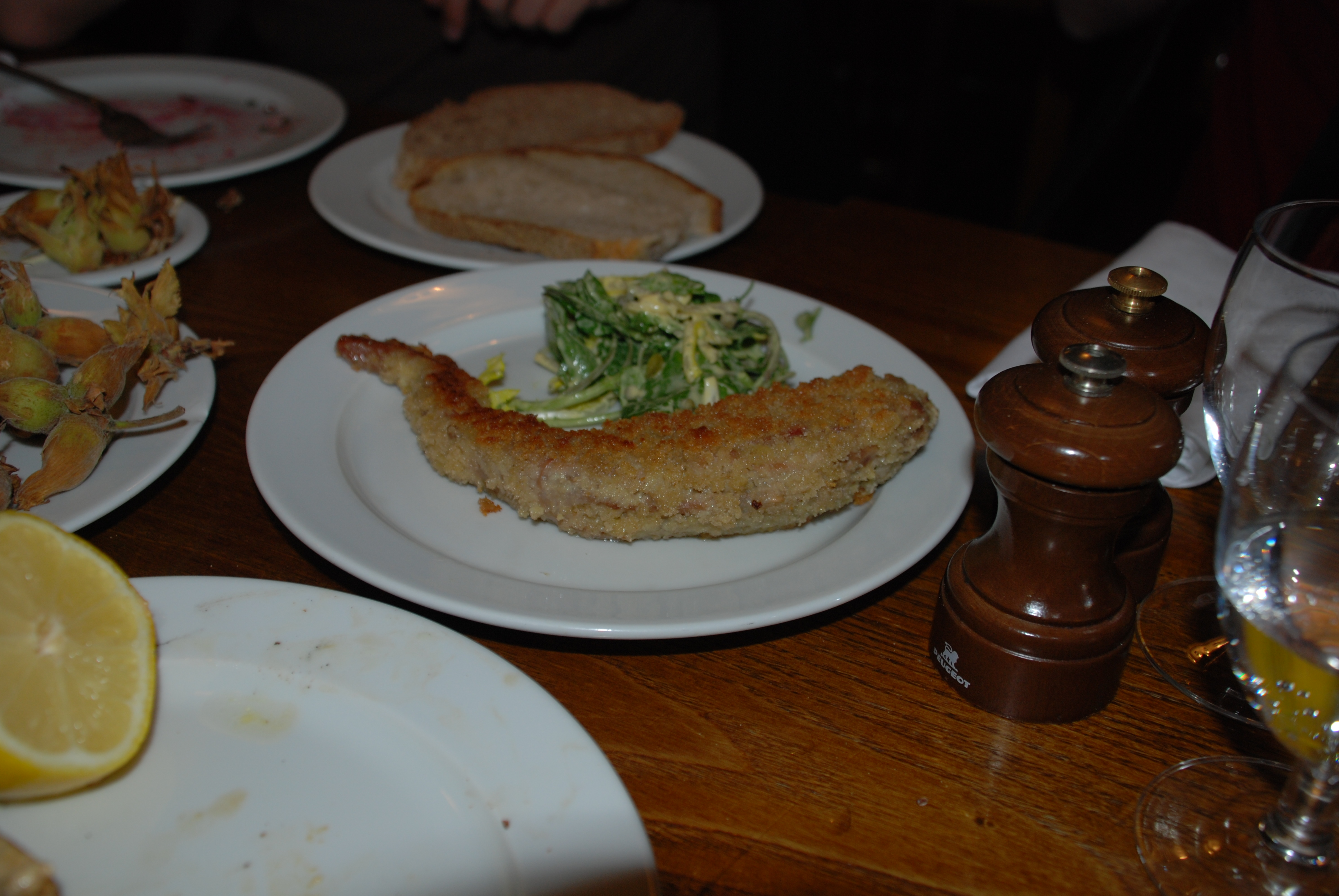
Schweineschwanz, frittiert.

Der Schweineschwanz besteht im Wesentlichen aus Knochen, Bindegewebe und Schwarte, nur zu einem geringen Teil aus Muskelfleisch. In der Küche wird er vor allem ausgekocht, um Brühe für Schweinefleischgerichte zu gewinnen bzw. Eintöpfen Aroma zu verleihen.
Gepökelt gehört Schweineschwanz zum Schweinsknöchel (Solberfleisch), einem einfachen, gekochten Gericht aus Schweinsfuß, Teilen des Schweinskopfs wie Ohren und Rüssel und Eisbein.